# یولیان اشمیت
یولیان اشمیت (انگلیسی: Julian Schmidt؛ زادهٔ ۱۰ دسامبر ۱۹۹۴) دوچرخه‌سوار است. وی در مسابقات جهانی بی‌ام‌اکس ۲۰۱۵ شرکت کرده است.